# 蘭斯 (密蘇里州)
蘭斯（英語：Lance）是位於美國密蘇里州麥迪遜縣的非建制地區。

## 歷史
蘭斯的郵局於1894年設立，其後於1906年停運。

## 地理
蘭斯所處的海拔為高於海平面244米（即801英呎），而該地所採用的時區為UTC-6，即北美中部時區（CST）。同時該地設有夏令時間，為UTC-6調快一小時，即UTC-5（CDT）。